# Vendryně
Vendryně (v místním nářečí a polsky Wędrynia, německy Wendrin) je obec v okrese Frýdek-Místek v Moravskoslezském kraji na historickém území Těšínského Slezska, která leží na řece Olši. Žije zde přibližně 4 500 obyvatel. Značnou část obyvatel tvoří početná polská menšina a velice rozšířené je zde nářečí „po naszymu“. Součástí obce je také osada Zaolší. Sousedními obcemi sídla jsou Nýdek, Košařiska, Hrádek, Bystřice, Třinec a Gmina Holešov.

## Název
Jméno vesnice je polské, jinak ale málo jasné. Jeho základem bylo možná jméno Wędr/Wędra/Wędro, domácké podoby jména Andrzej; jméno by pak znamenalo "Wędrova ves". Jinou možností je, že šlo původně o jméno vodního toku, které bylo přeneseno na osadu na ní ležící, a jeho základem byl kořen wędr- označující vodu, jméno by pak bylo označením říčky bohaté na vodu.

## Historie
Obec Vendryně ležící v podhůří Těšínských Beskyd patří mezi nejstarší osady v regionu východního Slezska. První písemná zmínka o obci pochází z roku 1305. Již v té době stál ve Vendryni kostel, který považují někteří badatelé za jeden z nejstarších na Těšínsku. Je zde k vidění (před oltářem) cenný zvon z první poloviny 15. století zhotovený krakovským zvonařem Johannem Freudentalem. Ve Vendryni stojí rovněž panský dvůr posledního šlechtického majitele obce barona Adama Borka postavený v 16. století. K němu patřil panský pivovar, kde se vařilo výborné pivo konkurující dokonce pivu těšínskému. Adam Borek,  daroval vesnici Špitálnímu řádu milosrdných bratří přivedených do Slezska. Řád brzy založil klášter s nemocnicí a kostelem v Těšíně. V roce 1702 byla vesnice prodána za 30 000 zlatých Habsburkům. Vendryně byla chudá vesnice. Rolníci měli málo polí a pastviny chyběly. V roce 1849 bylo z 340 rodin (1 519 osob) pouze 26 rodin rolníků, 91 rodin chalupníků a až 223 rodin bezzemků, kteří v té době žili hlavně z práce na u místních hospodářů jakož i z těžby železné rudy a kamene,  vypalování vápna  (těžba vápna skončila v roce 1965). Rozvoj Vendryně nastal v 19. století v souvislosti se založením třineckých železáren. Vendryňská vápenka dodávala vápno pro hutě, jež vendryňské občany v hojné míře zaměstnávaly.
Podle rakouského sčítání lidu v roce 1910 byl počet obydlí ve vesnici 301 a občanů bylo 2 587, z toho 2 559 trvale registrovaných, 788 (30,5%) bylo katolíků, 1 783 (68,9%) protestantů, 16 (0,6%) židů, 2 491 (96,3%) polsky, 62 (2,4%) německy a 6 (0,2%) česky hovořících.
V roce 1906 bylo v obci zřízeno sídlo nejstarší polské gymnastické společnosti v rámci Polského tělocvičného spolku „Sokol“ („Sokół”). V době vytvoření měla společnost přes 40 členů. Gymnasté jsou aktivní i dnes. V obci aktivně působí MK PZKO.

## Obyvatelstvo
| Rok            | 1869  | 1880  | 1890  | 1900  | 1910  | 1921  | 1930  | 1950  | 1961  | 1970  | 1980  | 1991  | 2001  | 2011  | 2021  |
| -------------- | ----- | ----- | ----- | ----- | ----- | ----- | ----- | ----- | ----- | ----- | ----- | ----- | ----- | ----- | ----- |
| Počet obyvatel | 1 733 | 1 989 | 2 116 | 2 373 | 2 587 | 2 775 | 3 356 | 3 117 | 3 375 | 3 326 | 3 573 | 3 590 | 3 842 | 4 137 | 4 383 |
| Počet domů     | 194   | 226   | 253   | 265   | 301   | 321   | 422   | 490   | 607   | 707   | 802   | 897   | 963   | 1 120 | 1 294 |

Věková struktura obyvatel obce Vendryně roku 2011

## Obecní správa a politika
Mezi lety 1869–1979 Vendryně byla obcí v okrese Český Těšín (1869–1950) (v letech 1869–1910 Těšín) a později v okrese Frýdek-Místek. Od 1. ledna 1980 do 31. prosince 1994 patřila jako část statutárního města k Třinci a od 1. ledna 1995 je opět samostatnou obcí.

### Obecní symboly
Znak a vlajka byly obci uděleny rozhodnutím předsedy Poslanecké sněmovny Parlamentu České republiky dne 7. května 1997.
Blason znaku:
Modro-červeně polcený štít. V pravém poli vyniká polovina zlaté orlice s červenou zbrojí, v levém tři stříbrné mušle pod sebou.
Blason vlajky:
Červený list s modrým svislým žerďovým pruhem s polovinou žluté orlice s červenou zbrojí, širokým jednu třetinu délky listu. U orlice v červeném poli tři bílé mušle pod sebou. Poměr šířky k délce listu je 2:3.
Zlatá Těšínská orlice symbolizuje nejen obecně geografickou příslušnost k regionu Těšínska, nýbrž také někdejší přímou vazbu obce k dominiu těšínské knížecí komory, jehož součástí byla Vendryně od roku 1702. Druhou z dvojice figur vendryňského znaku a vlajky pak představuje trojice pod sebou položených svatojakubských mušlí. Jejich počet vystihuje počet tří starých vsí Vendryně, Lidéřovic a Rybářovic, z nichž vznikla pozdější obec Vendryně a mušle současně symbolizují i počet tří národností, jež se v minulosti i dnes setkávaly a setkávají na multijazyčném území Těšínska.

### Volby do zastupitelstva
| Datum voleb                      | Zvolení zastupitelé | Starosta        |
| -------------------------------- | ------------------- | --------------- |
| 1998                             | Zvolení zastupitelé | Stefan Kujawa   |
| 1. listopadu - 2. listopadu 2002 | Zvolení zastupitelé | Rudolf Bilko    |
| 20. října - 21. října 2006       | Zvolení zastupitelé | Rudolf Bilko    |
| 15. října - 16. října 2010       | Zvolení zastupitelé | Rudolf Bilko    |
| 10. dubna - 11. října 2014       | Zvolení zastupitelé | Bohuslav Raszka |
| 5. října - 6. října 2018         | Zvolení zastupitelé | Raimund Sikora  |

## Doprava
Vesnice leží na hlavní elektrizované železniční trati Bohumín–Čadca na ní se nachází stejnojmenná zastávka, silnici první třídy I/11 a silnici druhé třídy II/474.

## Pamětihodnosti
- Kostel svaté Kateřiny
- Vendryňské vápenky – pece na pálení vápna z počátku 19. století
- Památník obětem 2 světové války na stránkách ministerstva obrany Archivováno 9. 7. 2018 na Wayback Machine.

## Osobnosti
- Jiří Cieńciała (* 1950), politik
- Ewa Farna (* 1993), zpěvačka
- František Frištenský (1887–1965), zápasník a sedlák. Bratr Gustava Frištenského. Ve Vendryni žil v letech 1919 až 1925.[11]
- Beata Hlavenková (* 1978), jazzová pianistka a skladatelka
- Josef Holeksa (1934–2014), fotbalista-obránce
- Eduard Kowala (1926–2017), salesián-koadjutor,[12] misionář v Hongkongu.[13]
- Georg Michalsen (1906–1993), důstojník SS, válečný zločinec, účastník Operace Reinhard
- Jan Szeruda (1889–1962), profesor teologie, biskup
- Czeslaw Walek (* 1975), právník a aktivista
- Jan Wojnar (1944–2014), konceptuální umělec

## Partnerské obce
- Goleszów, Polsko
- Čierne, Slovensko

## Galerie

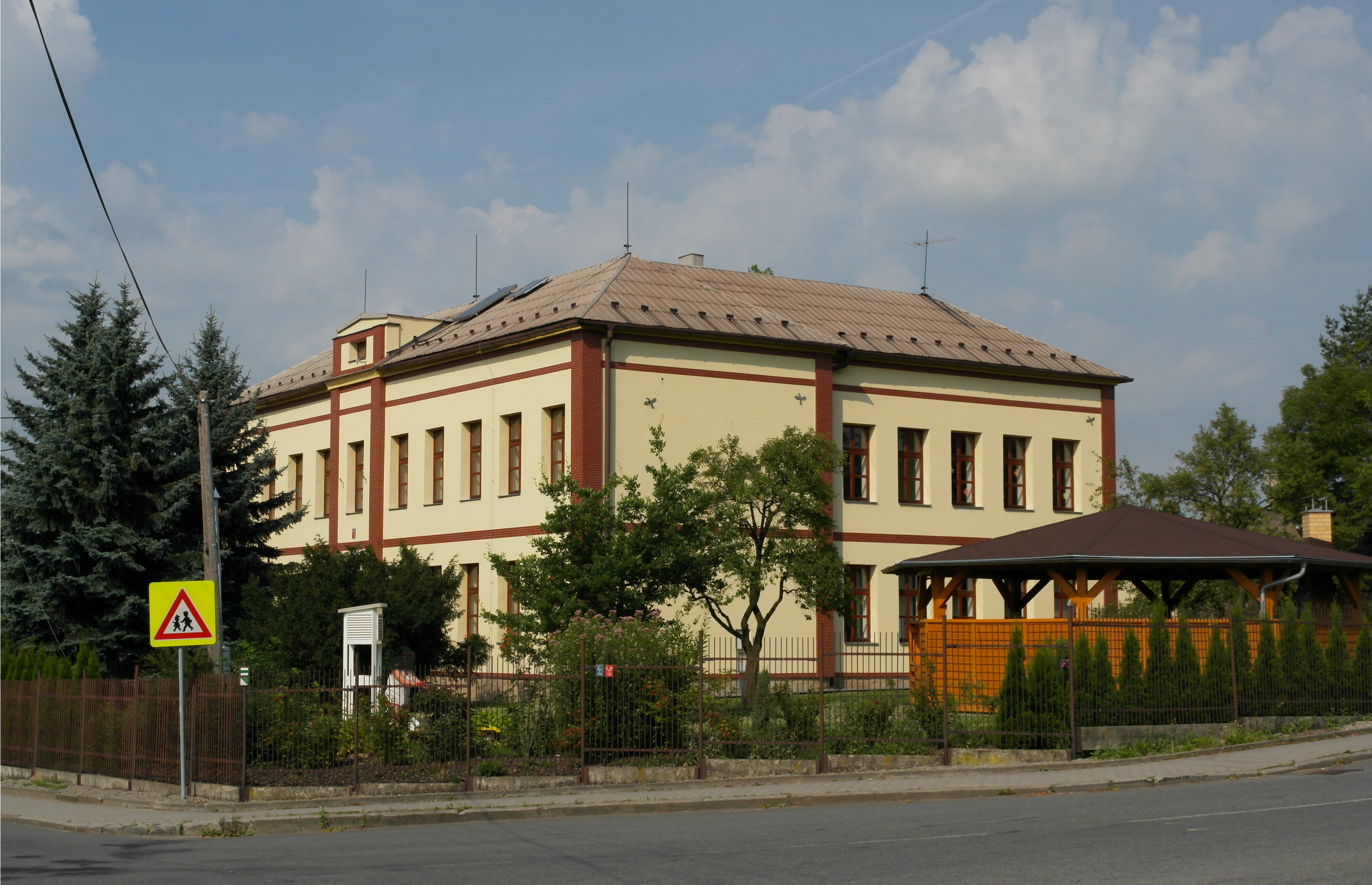
Polská škola
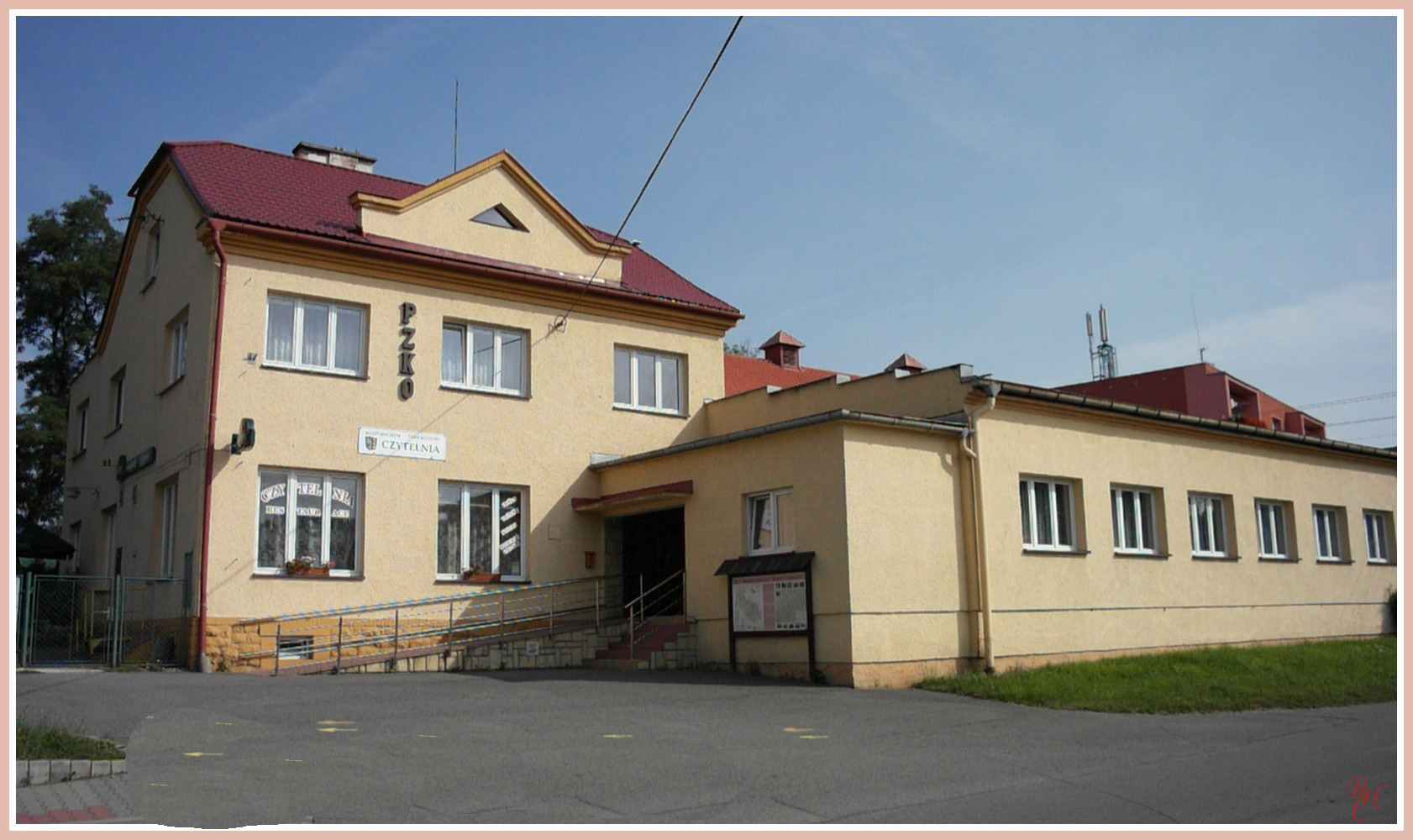
Dům PZKO
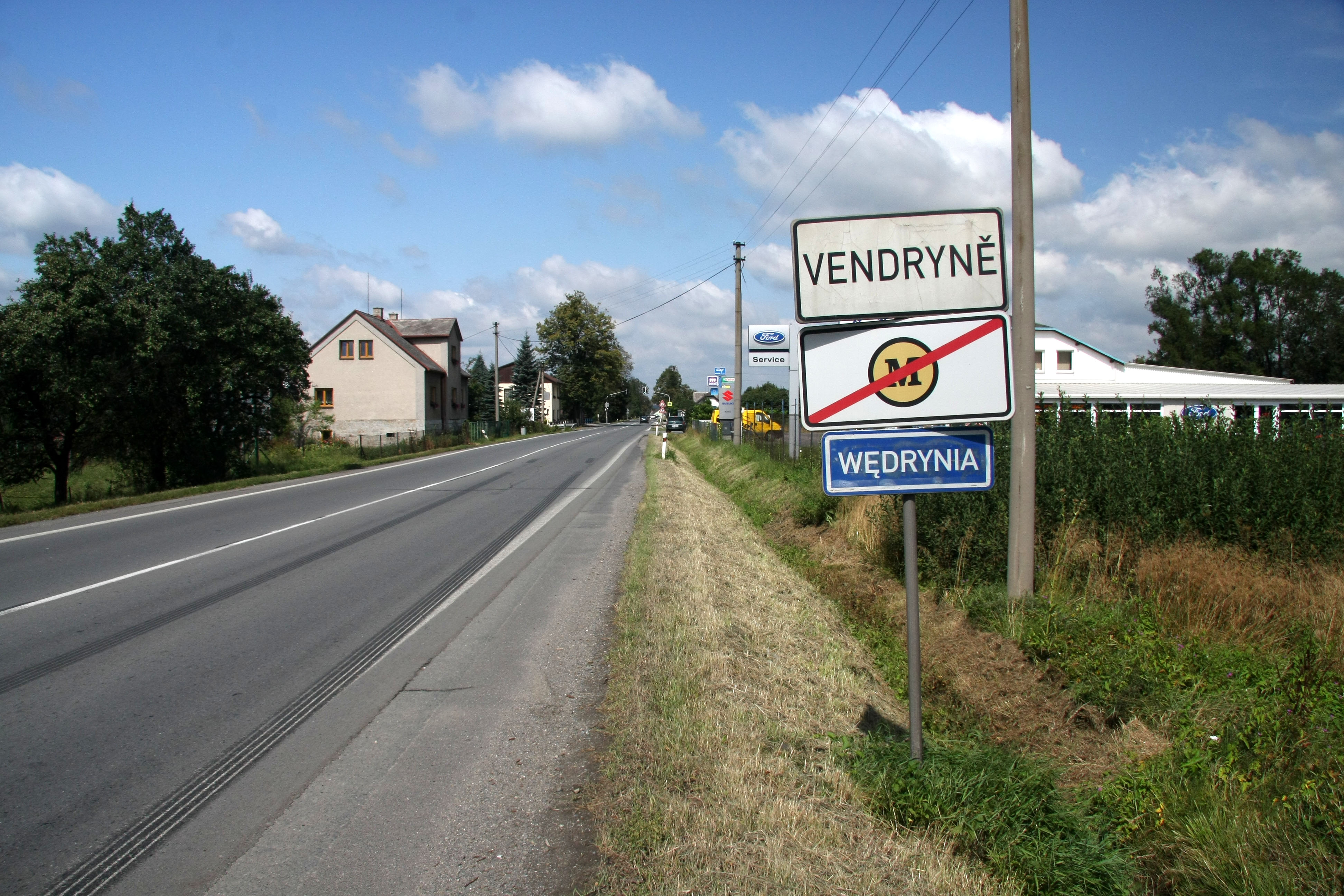
Dvojjazyčná cedule při vjezdu do obce
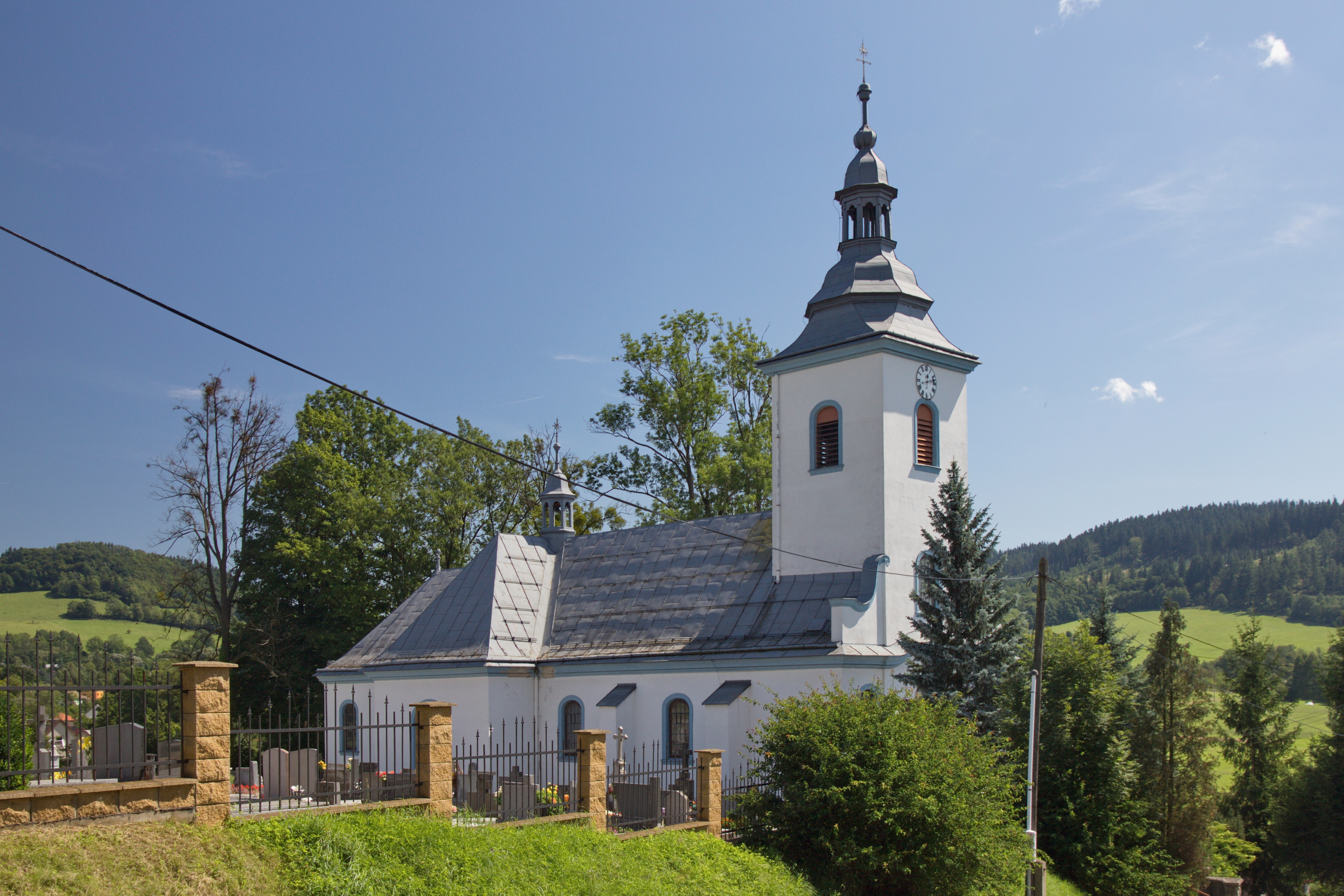
Kostel sv. Kateřiny
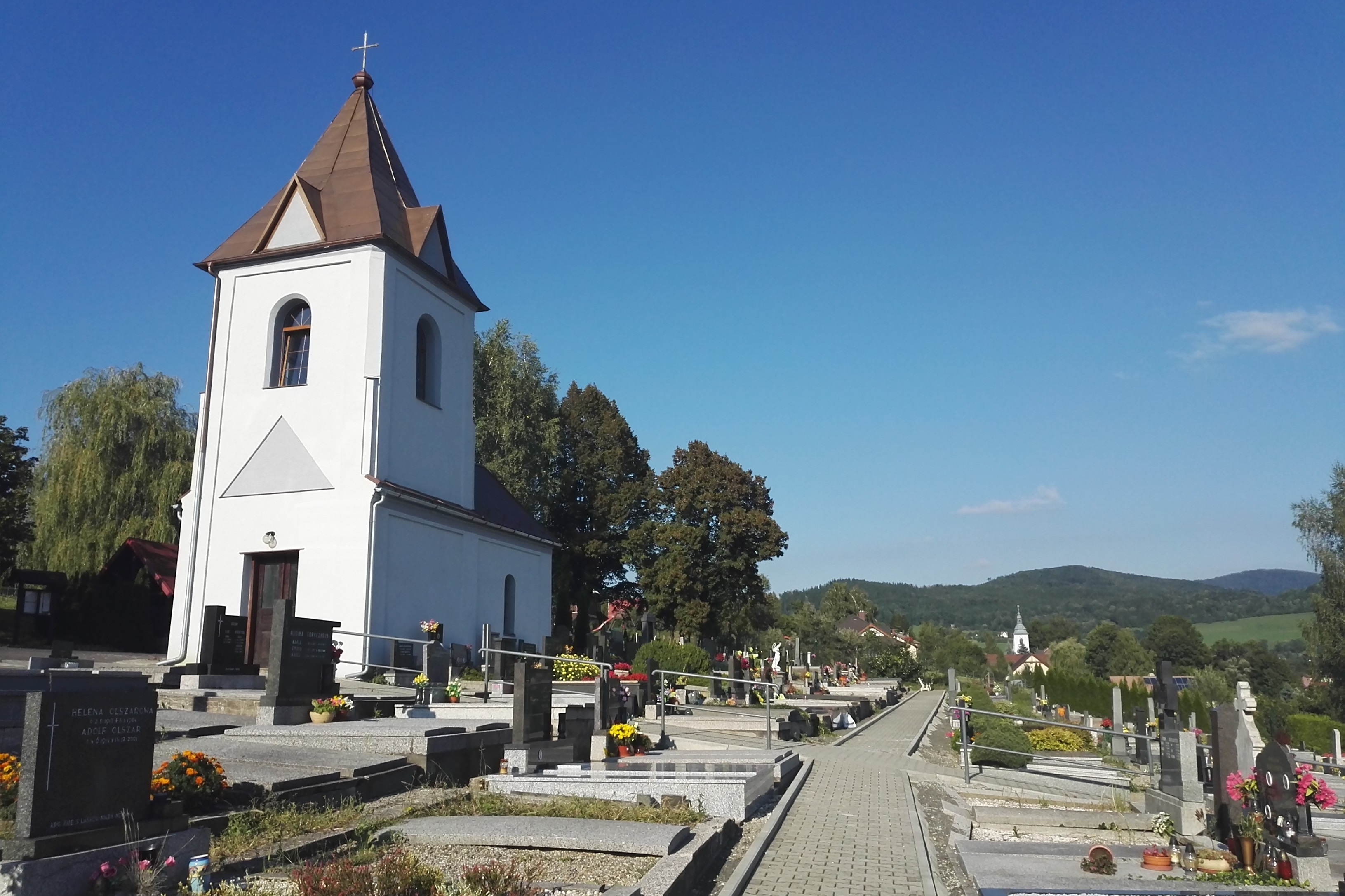
Evangelický hřbitov
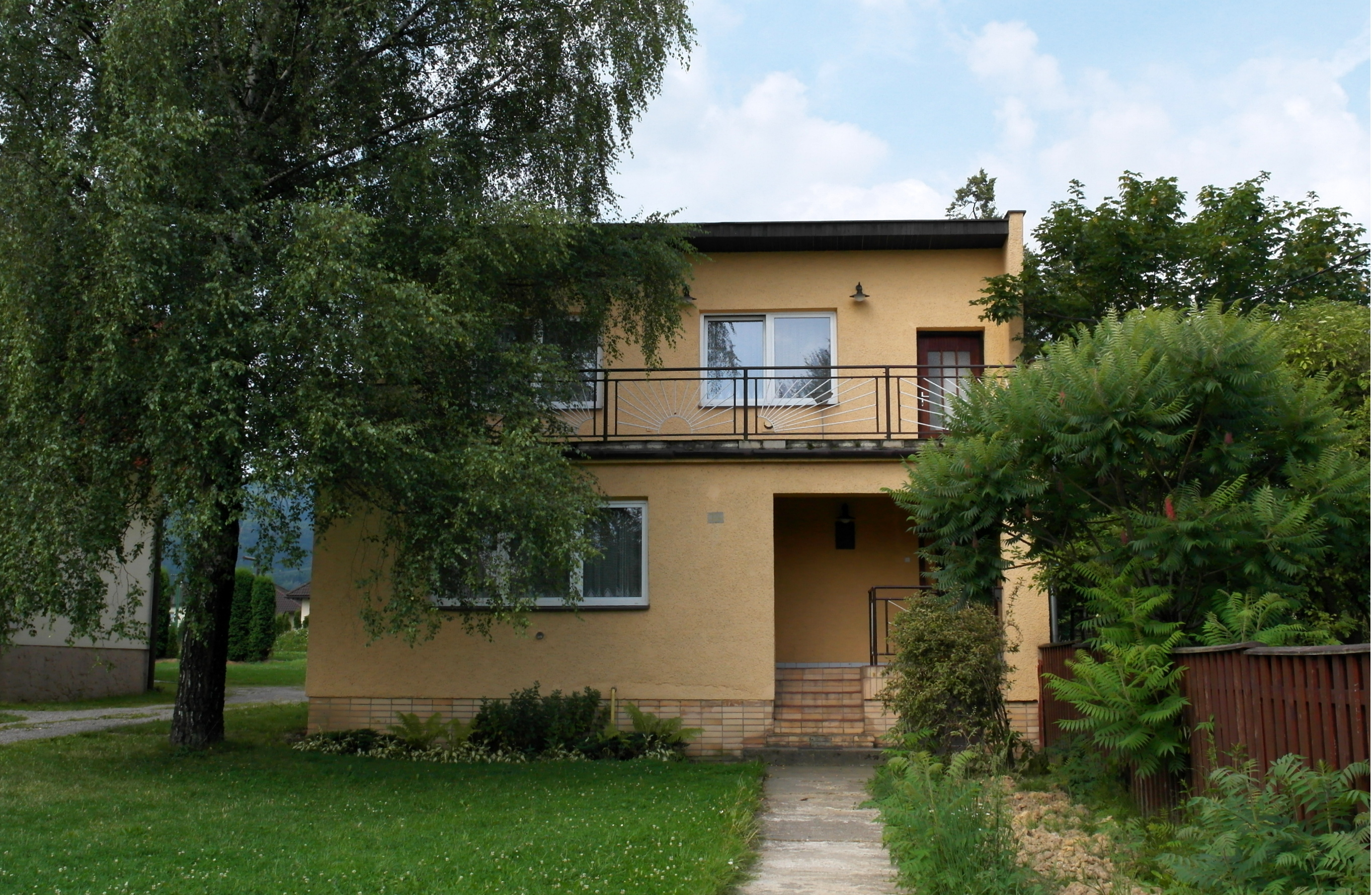
Dům PZKO na Zaolší